# Tony Bennett

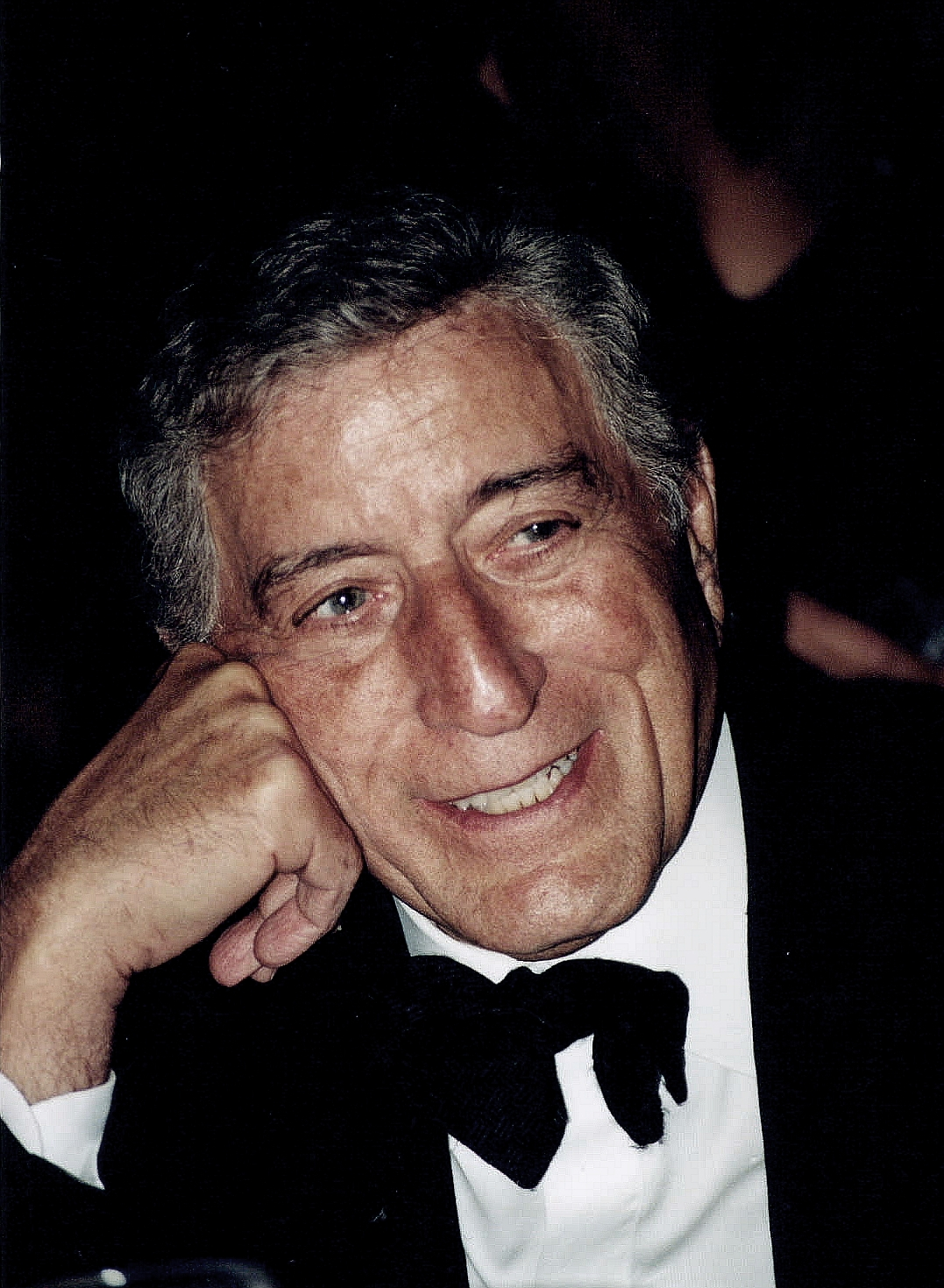
Tony Bennett, 2001.

Tony Bennett, egentligen Anthony Dominick Benedetto, född 3 augusti 1926 i Astoria i Queens i New York, död 21 juli 2023 i New York, var en amerikansk sångare. Hans största framgångar var "I Left My Heart in San Francisco", som han sjöng in 1962, och "Rags to Riches", som kom 1953. Bennett grundade år 2001 skolan Frank Sinatra School of the Arts tillsammans med sin fru. 
Bennett skivkatalog omfattar 61 studioalbum, 11 livealbum, 33 samlingsalbum, tre videoalbums och 83 singlar.

## Biografi
Innan Bennett blev artist tjänstgjorde han som infanterist i USA:s armé och stred i Europa under det sista året av andra världskriget – först i Frankrike och sedan i Tyskland. Bennett tillbringade också delar av tjänstgöringen vid frontlinjen. Efter kriget blev Bennett överförd till USA:s Special Services för att underhålla de allierade trupperna i det ockuperade Tyskland fram till 1946 när han lämnade militären och återvände till USA.
85 år gammal framträdde han den 7 oktober 2011 i SVT-programmet Skavlan, där han berättade minnen från sitt liv som sångare. Programmet avslutades med hans framförande av "Body and Soul".
Den 19 september 2014 släppte Tony Bennett albumet  Cheek to Cheek, som han spelat in tillsammans med Lady Gaga. Albumet vann 2015 en Grammy i kategorin Traditional pop vocal album. Han blev då den äldsta personen att nå nummer ett på Billboardlistan.
Den 12 augusti 2021, en vecka efter Bennetts 95:e födelsedag, uppträdde han tillsammans med Lady Gaga på Radio City Music Hall i New York. Det var  Bennetts avskedsföreställning.
Tony Bennett gjorde även ett särskilt framträdande i slutet av filmen Analysera mera (1999).
Tony Bennett ägnade sig även åt måleri. Under namnet Benedetto är han representerad i flera offentliga sammanhang, däribland hos Smithsonian American Art Museum.

## Diskografi (urval)

### Album
Album placerade som topp 20 på Billboard 200.
Studioalbum
- 1957 – Tony (#14)
- 1962 – I Left My Heart in San Francisco (#5, RIAA: Platina)
- 1963 – I Wanna Be Around... (#5)
- 1964 – The Many Moods of Tony (#20)
- 1966 – The Movie Song Album (#18)
- 1968 – Snowfall: The Tony Bennett Christmas Album (#10, RIAA: Guld)
- 2006 – Duets: An American Classic (#3, RIAA: Guld, ARIA: Guld, BPI: Guld, MC: 2xPlatina)
- 2011 – Duets II (#1, RIAA: Platina, ARIA: 2xPlatina, BPI: Guld, MC: Platina)
- 2012 – Viva Duets (#5)
- 2014 – Cheek to Cheek (med Lady Gaga) (#1, RIAA: Guld, ARIA: Guld, BPI: Silver, MC: Platina)
- 2021 –  Love For Sale (med Lady Gaga)

Samlingsalbum
- 1965 – Tony Bennett's Greatest Hits, Vol. III (#20, RIAA: Guld)

### Singlar
Topp 10 på Billboard Hot 100.
- 1951 – "Because of You" (#1, RIAA: Guld)
- 1951 – "Cold, Cold Heart" (#1, RIAA: Guld)
- 1953 – "Rags to Riches (#1, RIAA: Guld)
- 1953 – "Stranger in Paradise (#2, RIAA: Guld)
- 1954 – "There'll Be No Teardrops Tonight" (#7)
- 1954 – "Cinnamon Sinner" (#8)
- 1957 – "In the Middle of an Island" (#9)